# 이즈모 대사
이즈모 대사(出雲大社 이즈모오오야시로[*])는 일본 시마네현 이즈모시에 있는 신사이다.  이즈모타이샤(일본어: いずもたいしゃ)라고도 부른다.
연희식(延喜式)에 기록되어 있는 명신대사(名神大社)로 이즈모국의 이치노미야(一宮)이며, 구 사격(社格)은 관폐대사(官幣大社)이다. 현재는 종교 법인 이즈모타이샤교의 종사(宗祠)이다. 메이지 유신 때 실시된 근대 사격제도 아래서는 유일하게 다이샤(大社)라는 이름을 사용한 신사였다.
제신은 오오쿠니누시노오오카미(大国主大神). 1142년 자이조칸진 해장(在庁官人解状)에 “천하 무쌍의 큰 신사, 국내 제일의 신령”이라고 기록되었다.
인연을 맺어주는 신으로도 알려져 있으며, 가미아리즈키(神在月, 음력 10월)에는 전국에서 800만의 신들이 모두 이즈모타이샤에 모여 신들의 회합이 이루어진다고 한다. 이를 기리는 가미아리마쓰리(神在祭)가 음력 10월 11일 ~ 17일에 개최된다.

## 같이 보기
- 고이즈미 야쿠모(패트릭 래프카디오 헌)